# Giovanni Aleotti
Giovanni Aleotti (født 25. maj 1999 i Mirandola) er en cykelrytter fra Italien, der er på kontrakt hos Red Bull-Bora-Hansgrohe.

## Karriere
Efter to sæsoner på kontinentalholdet Cycling Team Friuli kom Perez på UCI World Touren i 2021, da han skrev en treårig kontrakt med Bora-Hansgrohe. I 2020 vandt han det italienske U23-mesterskab i linjeløb.